# Галическое сельское поселение
Га́лическое се́льское поселе́ние — муниципальное образование в Ливенском районе Орловской области России.
Создано в 2004 году в границах одноимённого сельсовета. Административный центр — село Успенское.

## География
Расположено по левому берегу реки Сосны.
На севере по автотрассе Орёл — Тамбов поселение граничит с Козьминским сельским поселением. С юга, по реке Сосна проходит граница с Сергиевским. На западе примыкает Беломестненское сельское поселение, а на востоке находится Липецкая область. 

Протяженность с севера на юг составляет 9,5 км, а с запада на восток — 21 км. 

От севера к югу происходит понижение высоты над уровнем моря с 208 метров до 125 метров вдоль берега Сосны. Этот южный наклон улучшает условия возделывания растений.

## Население
| 2010  | 2012  | 2013  | 2014  | 2015  | 2016  | 2017  |
| ----- | ----- | ----- | ----- | ----- | ----- | ----- |
| 2593  | ↘2542 | ↘2517 | ↘2512 | ↘2479 | ↗2486 | ↗2488 |
| 2018  | 2019  | 2020  | 2021  | 2023  |       |       |
| ↘2473 | ↘2466 | →2466 | ↘2164 | ↘2130 |       |       |

## Населённые пункты
В состав сельского поселения (сельсовета) входят 5 населённых пунктов:
| № | Населённый пункт | Тип     | Население (чел.) |
| - | ---------------- | ------- | ---------------- |
| 1 | Алдобаевка       | деревня | ↘46              |
| 2 | Викторовка       | деревня | ↘315             |
| 3 | Калинино         | село    | ↘87              |
| 4 | Кунач            | село    | ↘527             |
| 5 | Успенское        | село    | ↘1618            |

## Этимология и история названия
Название сельское поселение получило по первому месту расположения своего центра — села Успенское. Это высокий холм на левом берегу реки Сосны — Галичья гора, названная за обилие гнёзд чёрных птиц — галок:12,22.
А само село названо Успенским, так как было основано казаками ливенской Успенской слободы, построивших к тому же, часовню Успения пресвятой Богородицы, а много позже, в 1859 году и одноимённую церковь:78. 

Кстати, первоначально село называлось Нижне-Успенское, в отличие от ливенской Успенской слободы расположенной выше по Сосне. Также иногда село именовали Галичай.

## История, культура и достопримечательности

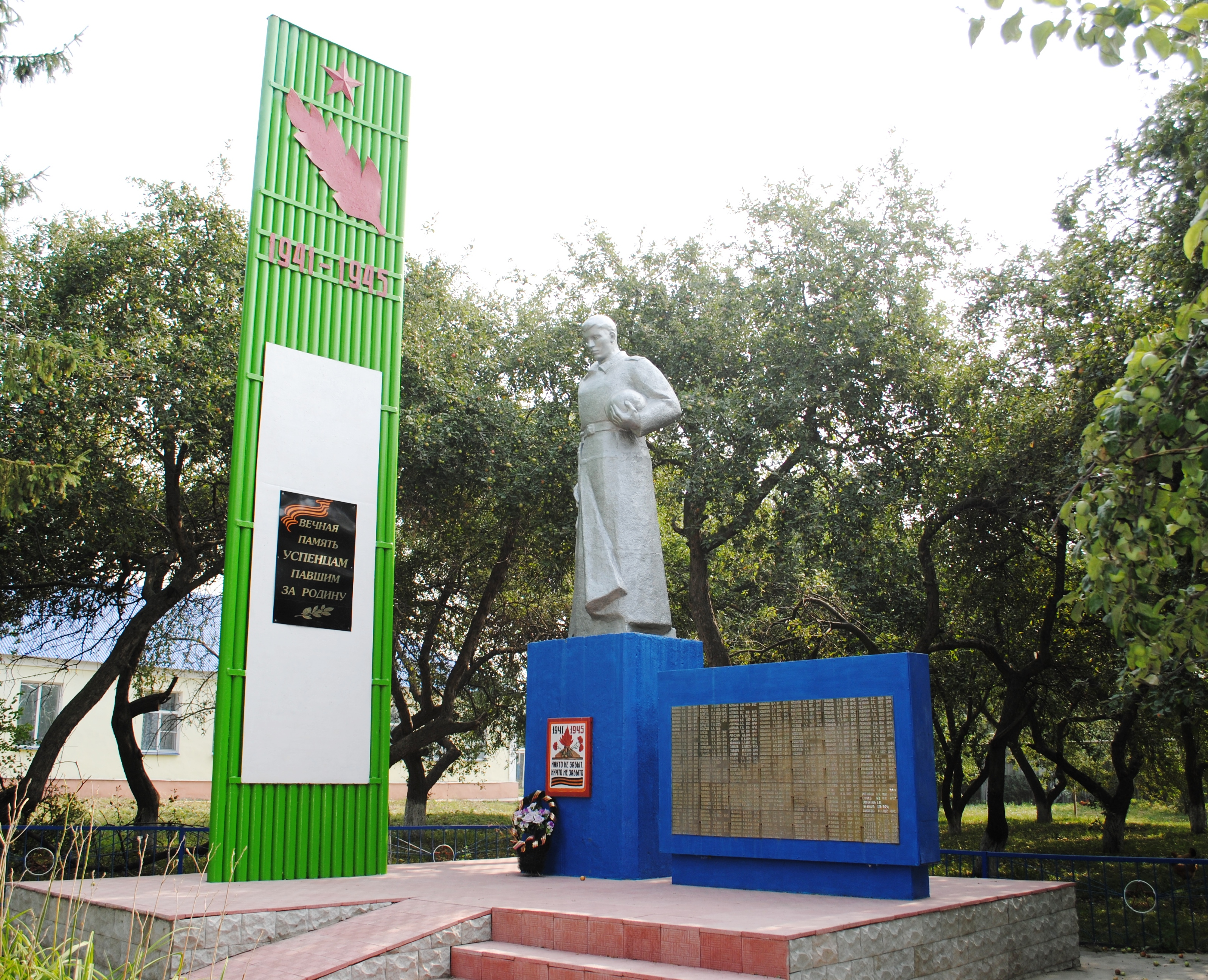
Монумент погибшим во Второй мировой войне

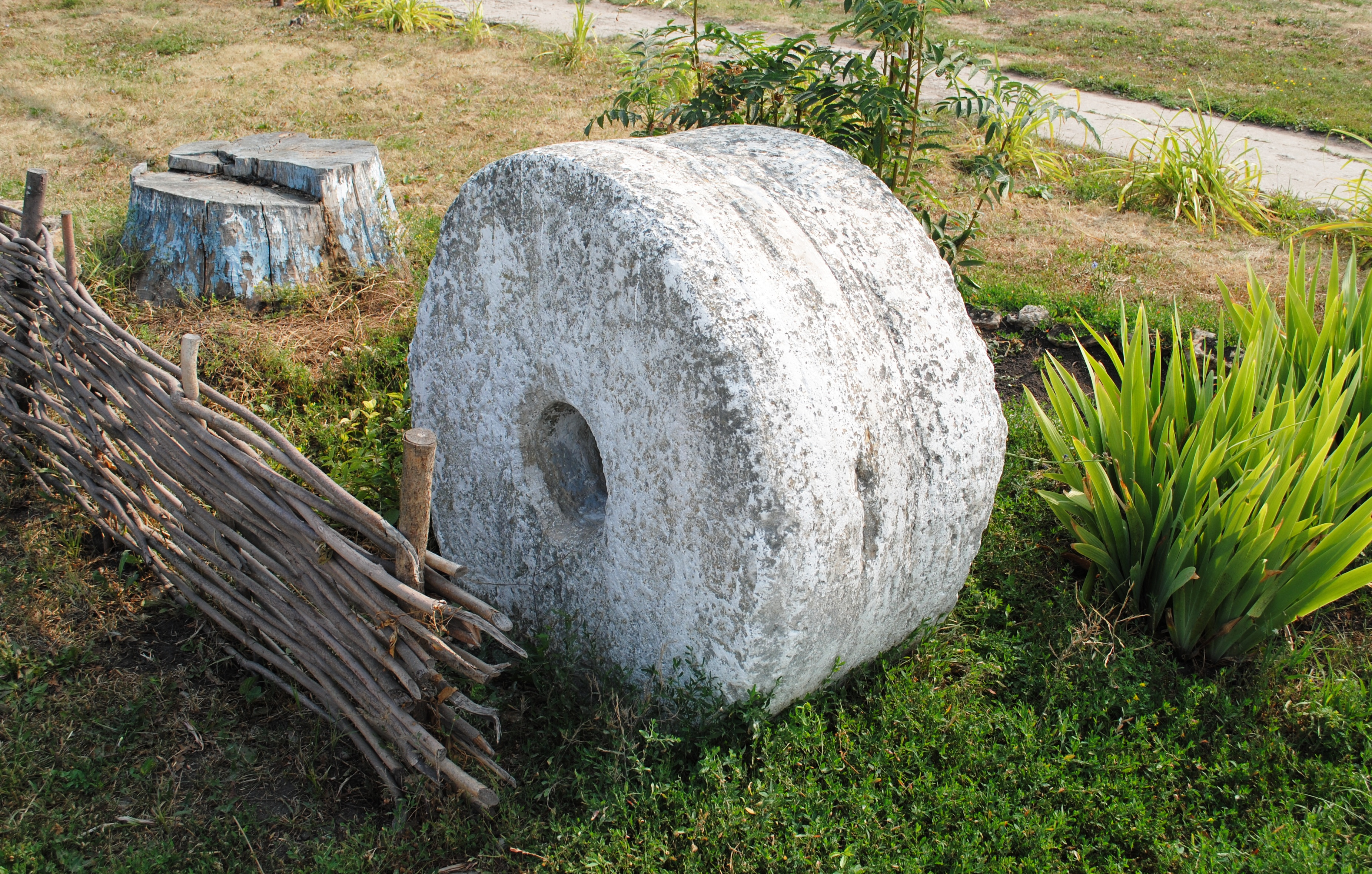
Старинный мельничный жёрнов

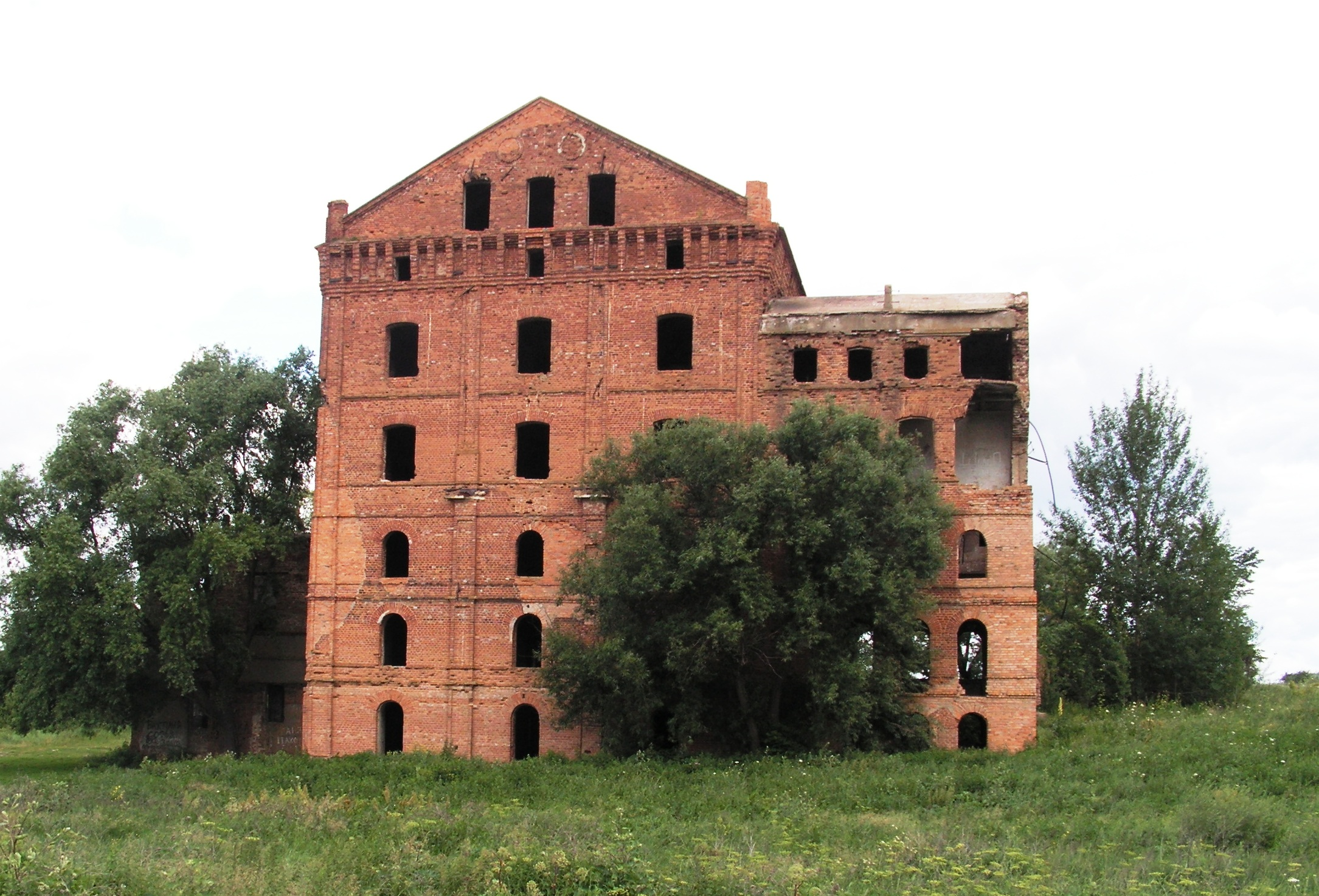
Адамовская мельница

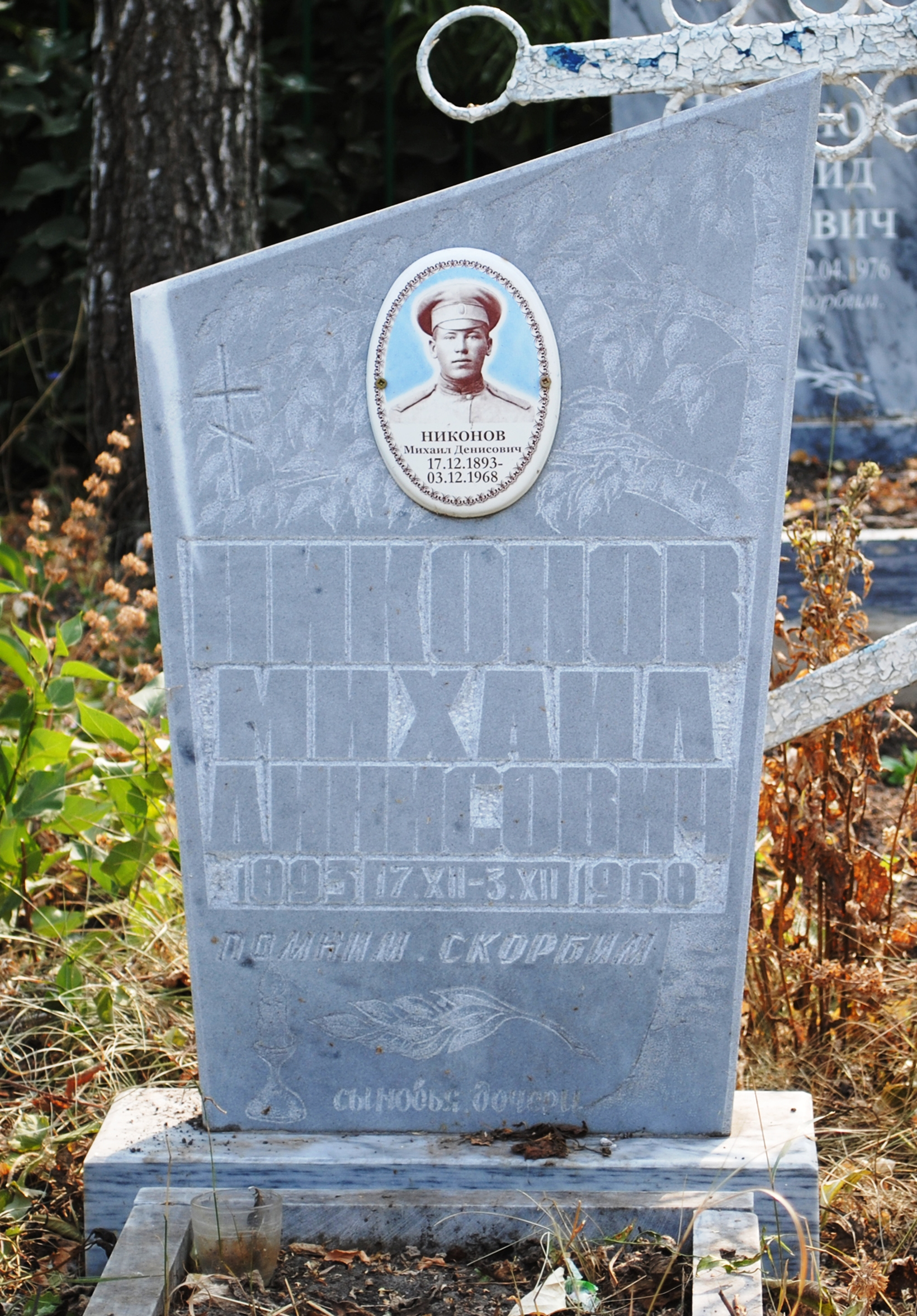
Могила М. Д. Никонова

Первые строения на территории нынешнего села появились в 1796 году. По Генеральному плану Ливенского уезда 1797 года они именовались как «Успенская слобода, Галичай тож».:78 

По мере роста населения и его благосостояния появилась возможность обустройства места для молений. С этой целью примерно в 1812 году, по решению Успенской сельской общины возвели деревянную часовню и снабдили её необходимой утварью. А с 1848 года (год начала делопроизводства) до 1859 года (год освящения) отстроили каменный храм — Успенскую церковь.:20-21 

Первая библиотека (читальня) появилась в 1897 году.:447
В старое время село Успенское было центром мукомольной деятельности. Как следствие, в историко-этнографическом музее представлен старинный каменный жёрнов, когда-то произведённый здесь же. Также, в нескольких километрах от Успенского по направлению к Ливнам по Сосне, находятся развалины Адамовской мельницы. Имя ей дано по имени владельцев — ливенских купцов отца и сына Адамовых:25.
В начале XX века мельница была одним из крупнейших и лучших предприятий такого рода. Полностью электрифицированная, её механизмы питались от собственной гидроэлектростанции. Здание мельницы является одним из первых примеров использования железобетонных конструкций в России. Построенная фирмой Добровы и Набгольц, Адамовская мельница имела возможность среднесуточно перерабатывать порядка 100 тонн зерна. В 1913 году здесь трудилось 85 человек.

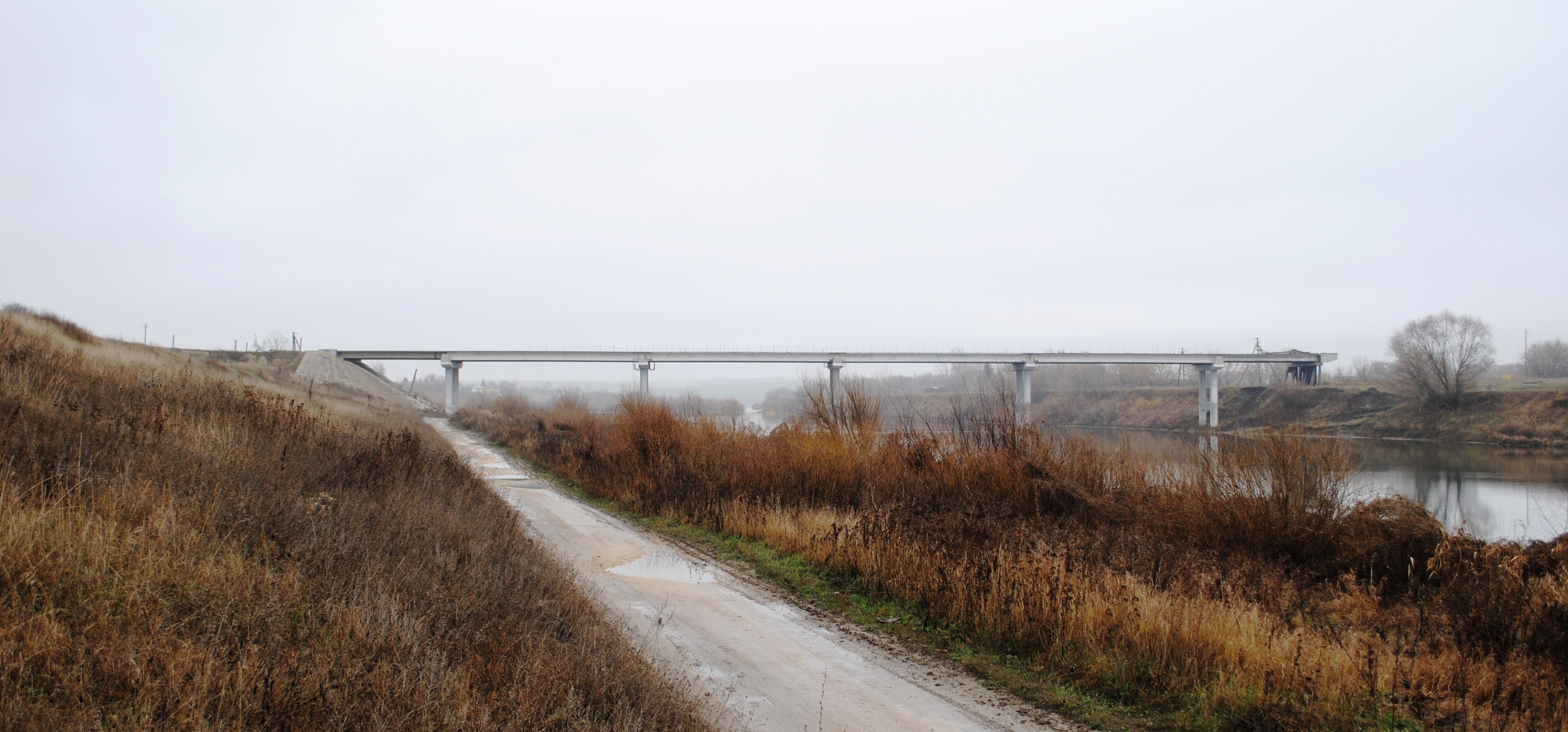
Серебряный мост села Калинино

В Успенском имеется старинное кладбище, где похоронены многие примечательные местные жители. Среди них и герой Первой мировой войны, Георгиевский кавалер — Никонов Михаил Денисович:123-126.
В селе Успенское имеется также и монумент в память многих потерь Второй мировой войны.
На территории Галического сельского поселения родился авиаконструктор Н. Н. Поликарпов. В родном селе Калинино (Георгиевское) создан его мемориал и существует музей.
Калинино также известно одним из самых старых недостроенных мостов России, так называемым «Серебряным». Возраст его перевалил за серебряную, четверть вековую границу, и мост со временем имеет шанс стать «Золотым».
Из учреждений культуры Галического сельского поселения наших дней имеется картинная галерея художника В.Савенкова, а также:

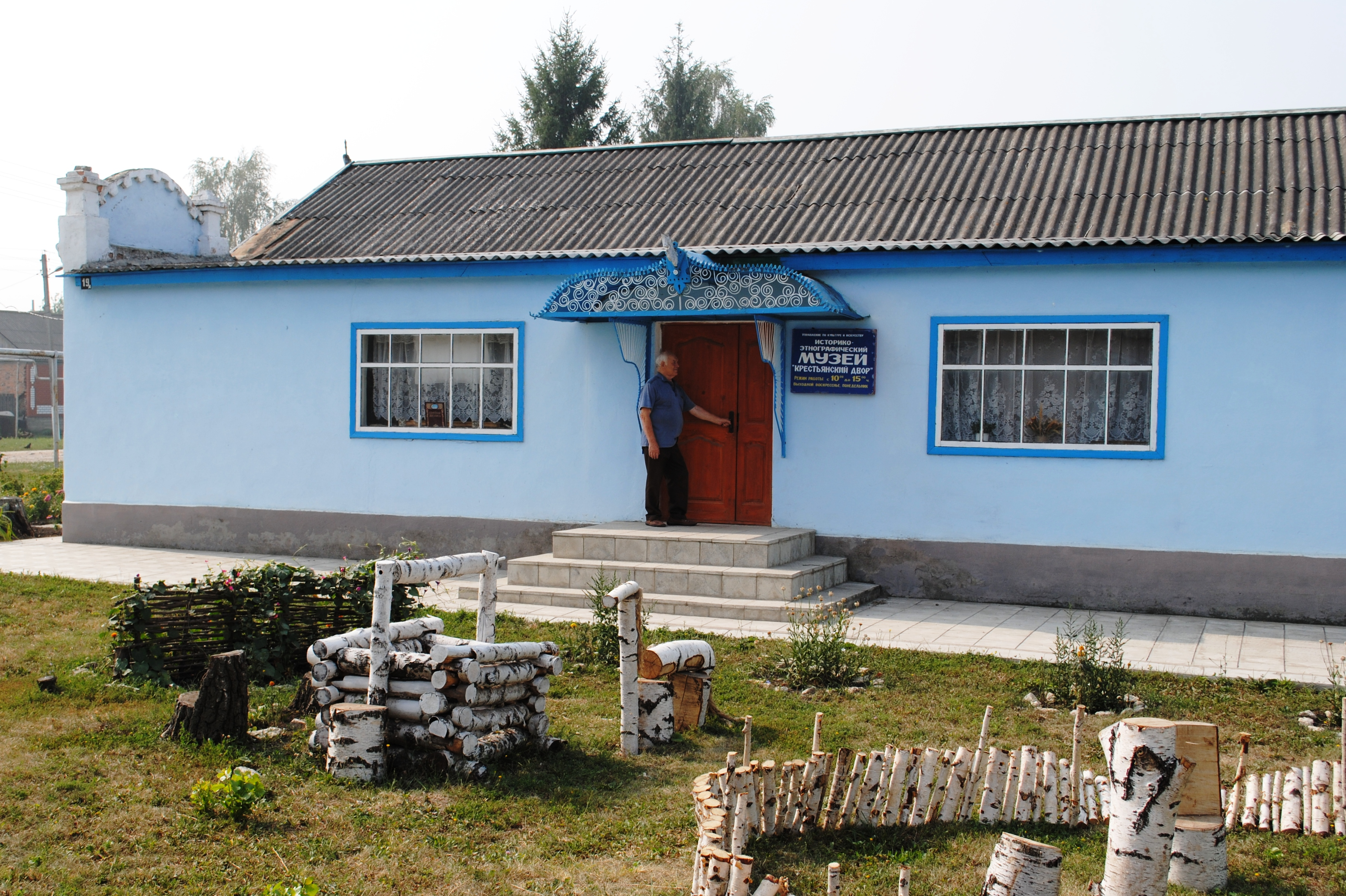
Музей «Крестьянский двор»

### Историко-этнографический музей «Крестьянский двор»
В 80-х годах XX-века, силами жителей села Успенское в Орловском краеведческом музее планировали открыть постоянную экспозицию «Крестьянский двор». Но по отсутствию средств проект не состоялся:429. Тогда, в 1987 году, сельчане, организованные В. Н. Болотских, создали такой музей у себя:244. В дальнейшем, В. Н. Болотских стал его первым директором.
В небольших залах музея представлены крестьянские орудия труда, предметы быта, документы, фотографии рассказывающие об уходящей истории сельской жизни. Представлены также произведения искусства местных художников.
Во дворе музея размещены крупные формы. В частности, показано крестьянское подворье.

### Творческая дача-музей художника Михаила Раската

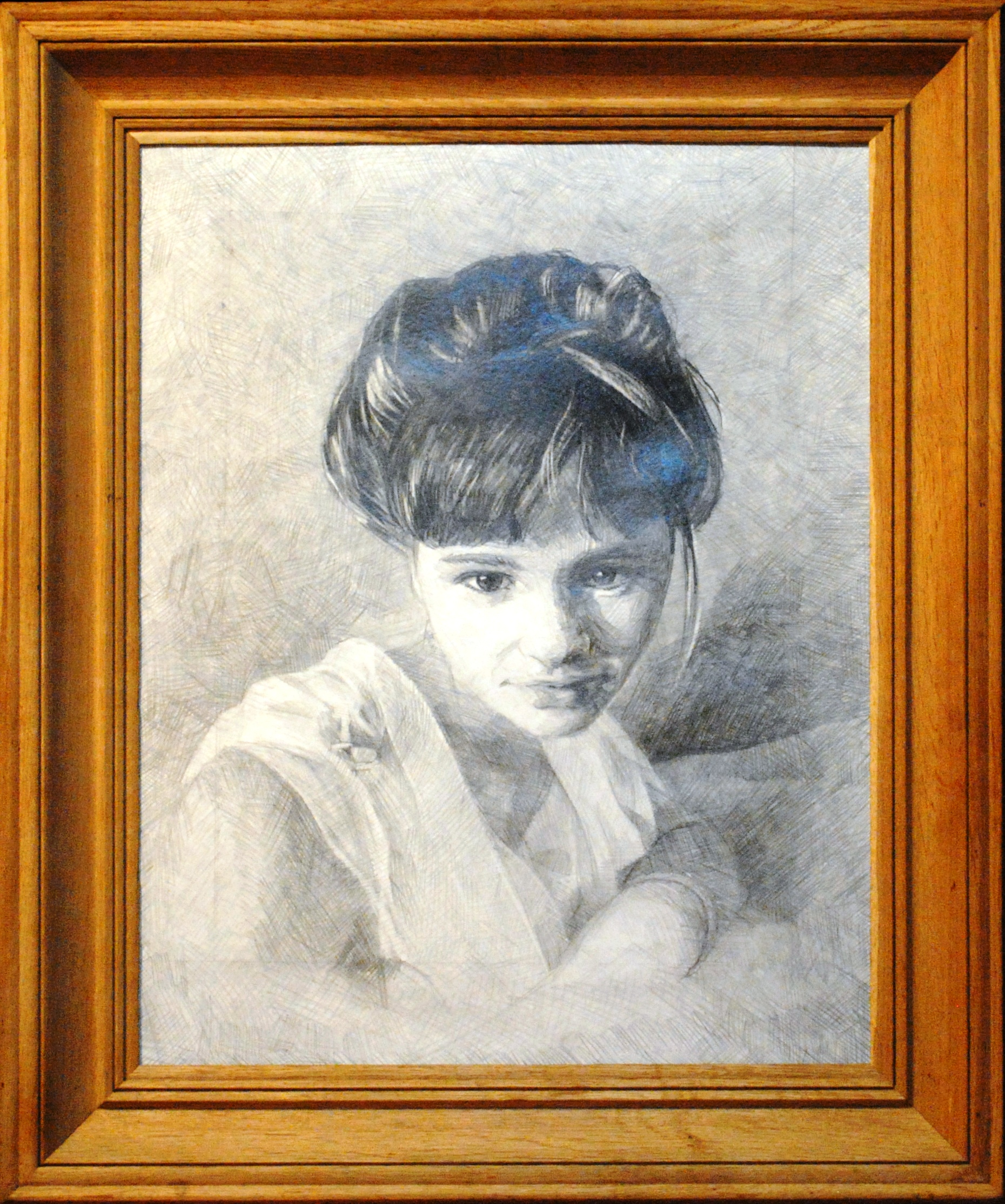
М. Раскат Портрет Нади

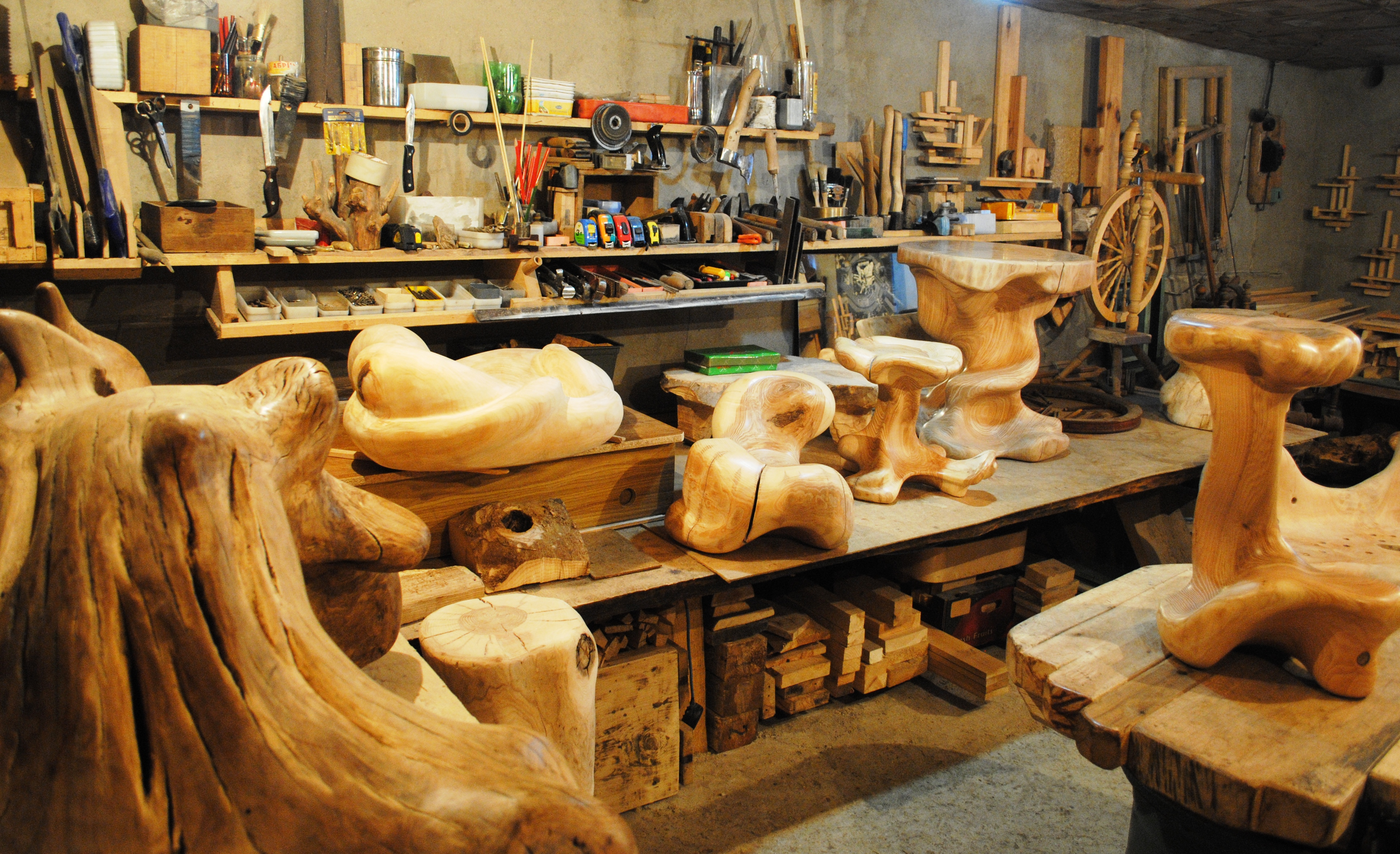
Мастерская естественных форм дерева

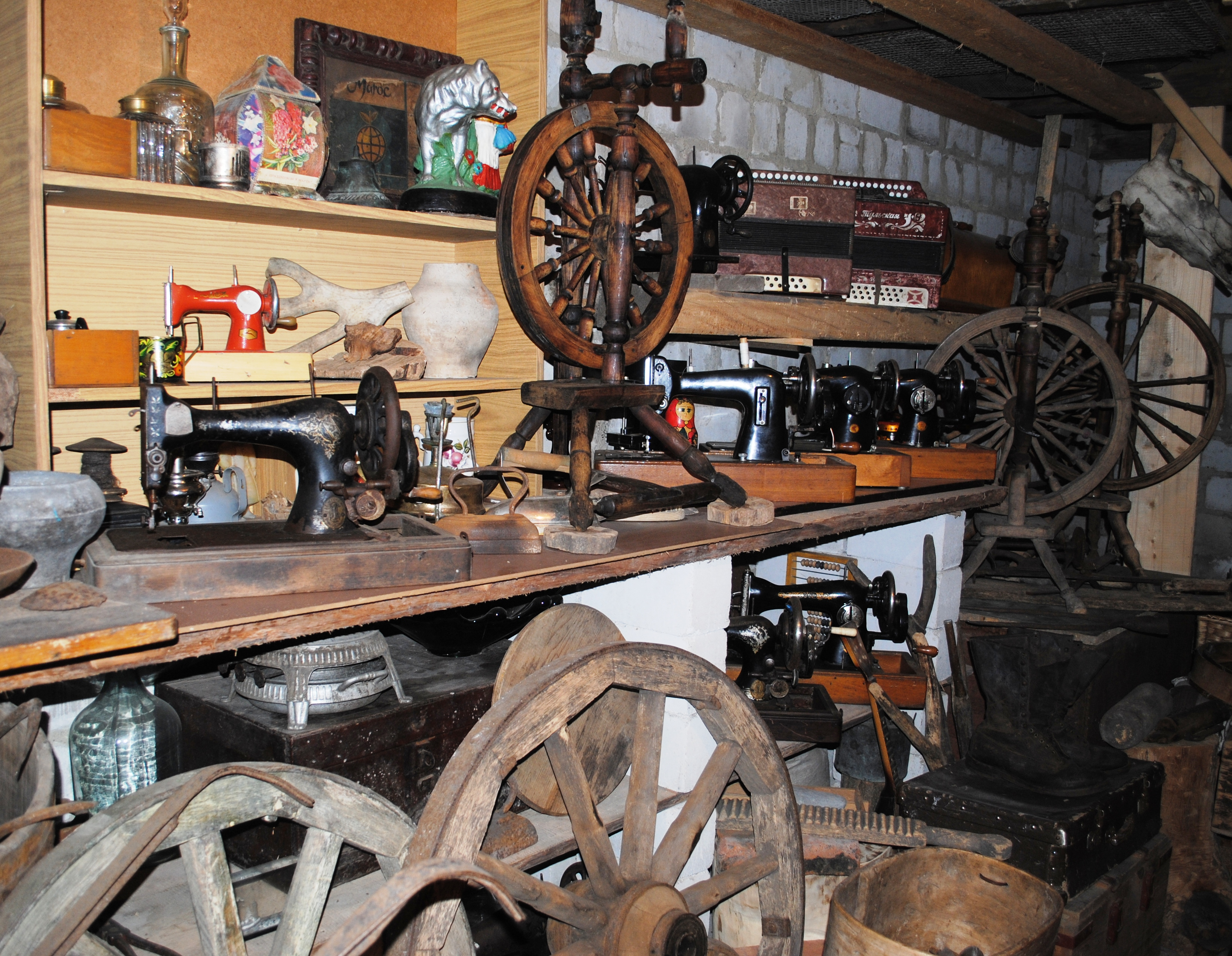
В запаснике музея Михаила Раската

В селе Успенское, недалеко от берега Сосны, располагается дача-музей Михаила Раската (творческий псевдоним Михаила Ивановича Строева), который начал своё художественное образование в Ливенской детской художественной школе. Она объединяет в себе исполнение нескольких функций:
Во-первых, это музей сельской истории раскрываемой через собрания различных бытовых механизмов — гармоней, патефонов, радиоприёмников, швейных машинок, утюгов, мотоциклов. Имеется коллекция колокольчиков, пишущих машинок, прялок и даже деревенский ткацкий стан.
Во-вторых, это музей предметов искусства, причём, как изобразительного, так и прикладного, исполненных в самых разных видах техники. В частности, музей располагает значительным собранием естественных форм дерева.
И наконец, это творческая дача, куда наезжают художники поработать, заходит молодёжь у них поучиться и где любой посетитель имеет возможность испытать свои силы в создании прекрасного.

## Экономика
Хозяйствующими субъектами на территории сельского поселения являются две организации. На западе — АОНП «Успенское», в центре — СПК «Дружба».

## Инфраструктура
В поселении расположена средняя школа, Дом Культуры, библиотека, медпункт, отделение ливенской детской художественной школы, Историко-этнографический музей и картинная галерея.

## Транспорт и связь
Вдоль Галического сельского поселения проходит автотрасса Р-119 Орёл — Тамбов. Сами населённые пункты связаны между собой и внешним миров шоссейными дорогами. В качестве общественного транспорта действует автобусное сообщение с Ливнами.
В Галическое сельском поселении работают 4 сотовых оператора Орловской области:
- МТС
- Билайн, компания Вымпел-Регион
- Мегафон, компания ЗАО Соник дуо
- TELE2

## Администрация

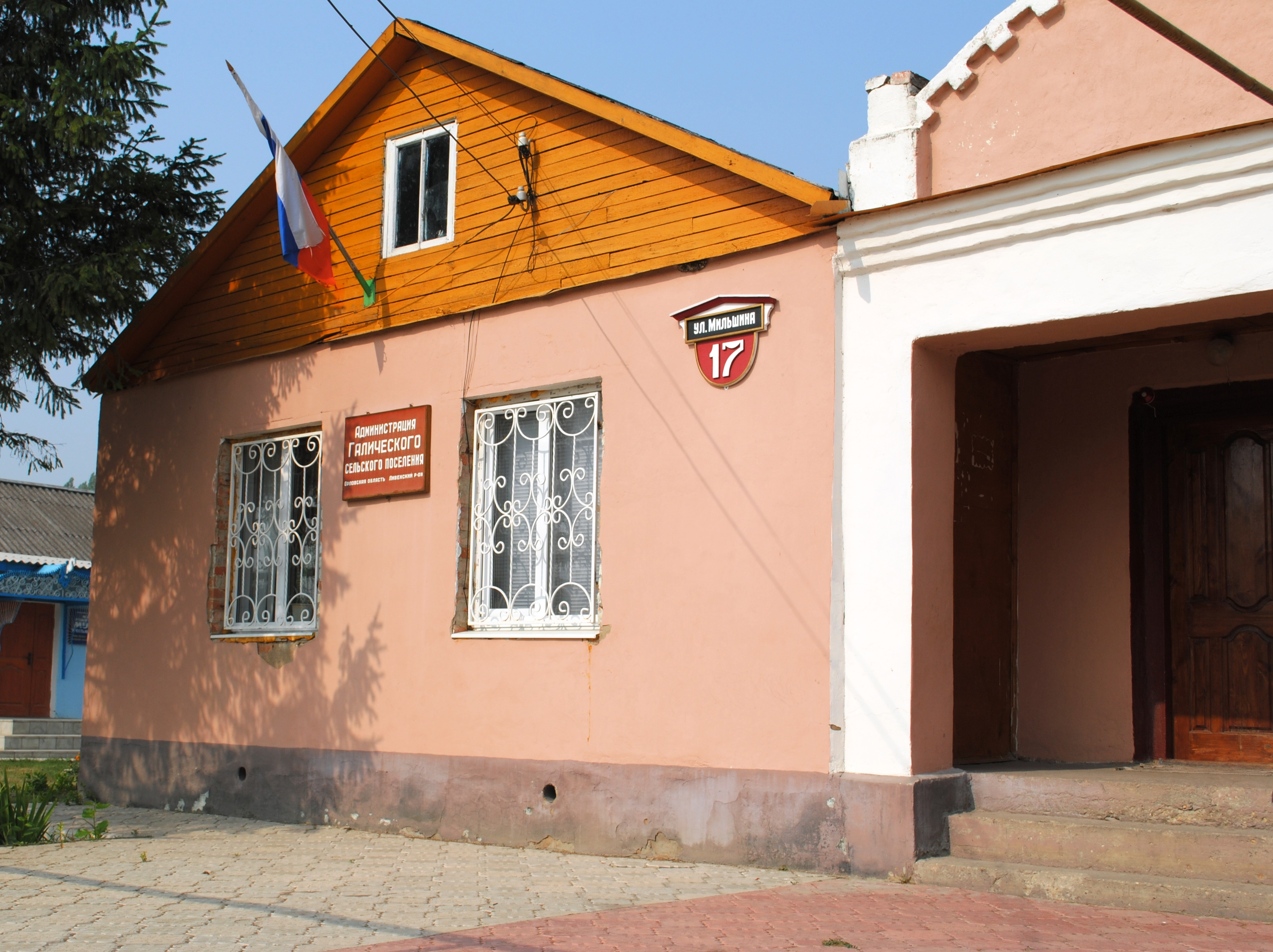
Галическая Администрация

Администрация Галического сельского поселения находится в центре села Успенское на улице Мильшина, 17. 
 Её главой является — Головин Александр Иванович.